# اویزد (ناحیه زنویمو)
اویزد (به چکی: Újezd) یک منطقهٔ مسکونی در جمهوری چک است که در ناحیه زنویمو واقع شده‌است. اویزد ۵٫۷۲ کیلومتر مربع مساحت و ۸۵ نفر جمعیت دارد و ۴۱۱ متر بالاتر از سطح دریا واقع شده‌است.